# Héctor Núñez
Héctor Núñez Bello (Montevideo, 1936. május 8. – Madrid, 2011. december 20.) uruguayi válogatott labdarúgó, csatár, edző.

## Pályafutása

### Klubcsapatokban
Núñez labdarúgó-pályafutását az uruguayi Club Nacional csapatánál kezdte el; a csapattal 1955 és 1957 között egymás után háromszor lett uruguayi bajnok. 1959-ben a spanyol élvonalbeli Valencia csapatához szerződött; 1959 és 1965 között több mint százötven bajnoki mérkőzésen lépett pályára, valamint 1962-ben és 1963-ban is Vásárvárosok kupája győztes lett a klubbal. 1965 és 1966 között a Mallorca játékosa volt. Labdarúgó-pályafutását 1968-ban a Levante csapatánál fejezte be.

### A válogatottban
1957 és 1959 között hét mérkőzésen szerepelt az uruguayi válogatottban. 1959-ben a válogatott tagjaként részt vett a Copa América küzdelmeiben.

### Edzőként
Núñez edzőként számos spanyol csapatot irányított, köztük a Valencia és a Levante csapatát is, valamint megfordult Mexikóban és Szaúd-Arábiában is. 1989-ben megnyerte a Recopa Sudamericanat a Club Nacional csapatával. 1992-ben a Costa Rica-i labdarúgó-válogatott vezetőedzőjeként dolgozott. 1995-ben az ő irányításával nyerte meg a Copa Américát az uruguayi válogatott. Legutoljára 2007-ben az uruguayi Tacuarembó csapatát edzette.

## Sikerei, díjai

### Játékosként
Club Nacional
- Uruguayi bajnok: 1955, 1956, 1957

 Valencia
- Vásárvárosok kupája győztes: 1961–62, 1962–63

### Edzőként
Club Nacional
- Copa Interamericana győztes: 1988
- Recopa Sudamericana győztes: 1989

 Uruguay
- Copa América győztes: 1995